# Вознесенська церква (Ромни)
Вознесенська церква — православний (УПЦ (МП)) історичний храм у місті Ромни Сумської області; взірець високого класицизму кінця XVIII—XIX століть, одна з цінних історико-архітектурних пам'яток міста.
Комплекс Вознесенської церкви та дзвіниці розташований в історичному середмісті на головній вулиці Ромен — Соборній (№ 25).

## Опис

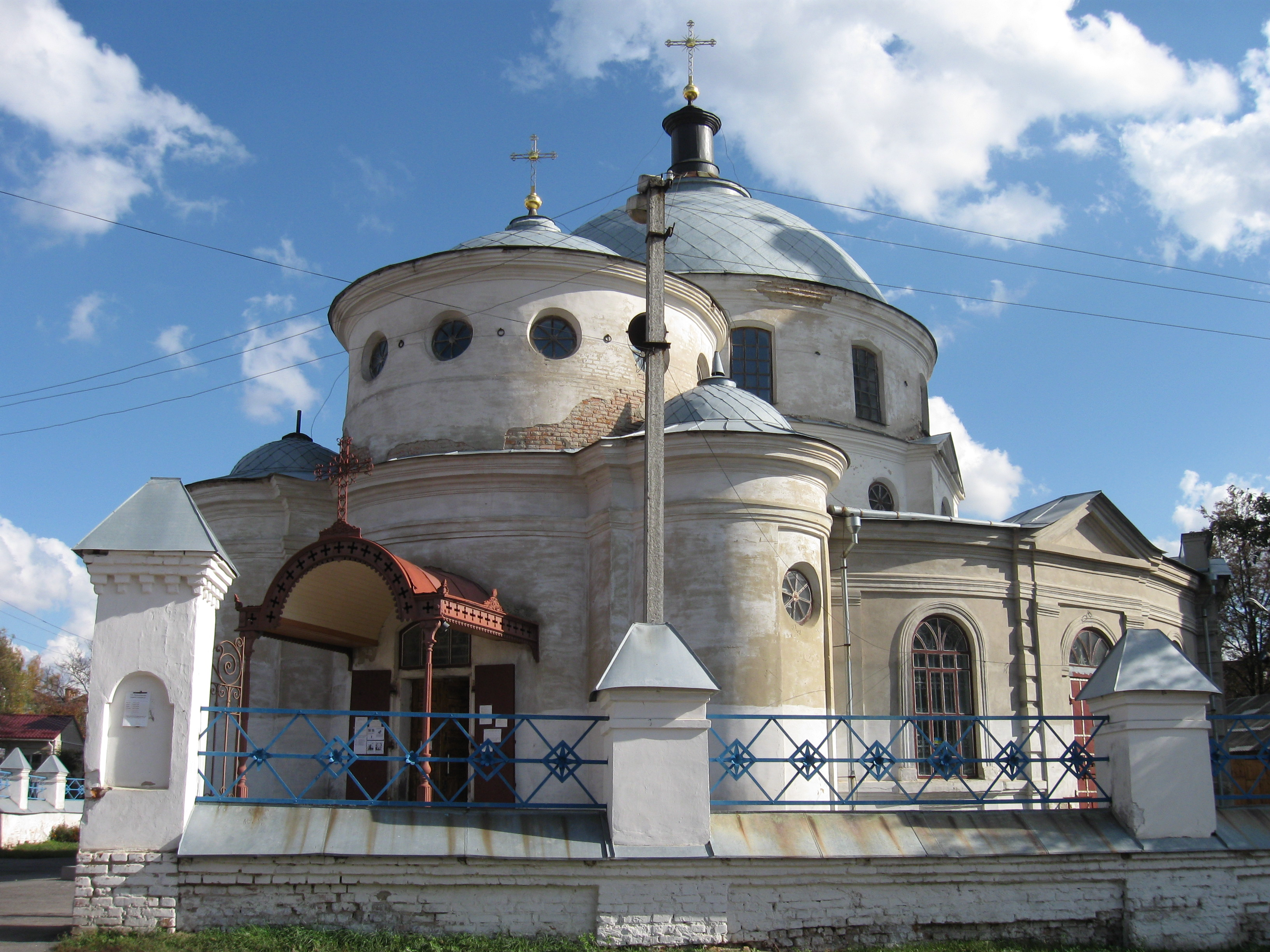
Вознесенська церква (ракурс)

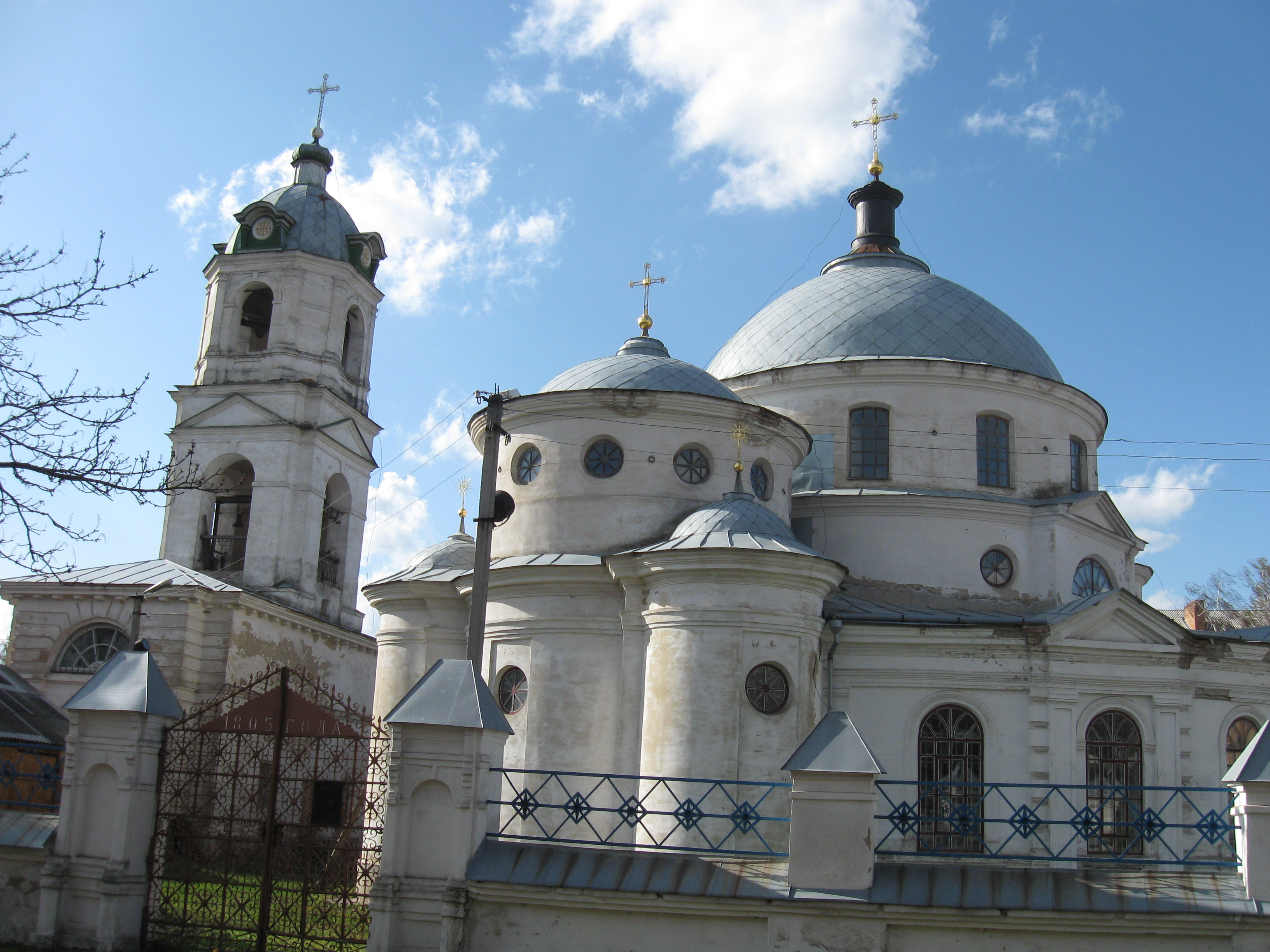
Вигляд церкви та дзвіниці в 2009 році

Вознесенська церква — кругла в плані, тридільна, трибанева, з коловою галереєю, витримана в стилістиці високого класицизму. Храм має унікальну розпланувально-просторову композицію: на поздовжній осі захід-схід згруповані циліндричні об'єми бабинця, нави й вівтаря, перекриті сферичними банями. Обабіч бабинця й вівтаря — по дві невеликі вежі, увінчані сферичними покриттями. Ця структура введена в знижений об'єм колового обходу, що править зовнішньою галереєю.
Усі приміщення храмового інтер'єру об'єднані арковими вікнами й розчленовані рустованими пілястрами. Круглі вікна є притаманними саме стилістиці класицизму.
Поздовжня й поперечна осі Вознесенської церкви на фасадах акцентовані трикутними фронтонами. Стіни завершує профільований карниз.
Мурована дзвіниця церкви, розташована південніше, на першому ярусі містить теплу Трьохсвятительську церкву. Вона — прямокутна в плані, двокамерна, з прямокутною прибудовою і власне двоярусною дзвіницею типу «восьмерик на четверику»; за формами це синтез класицизму та бароко. В обох ярусах дзвіниці влаштовано аркові отвори для дзвонів.

## З історії храму
Перша дерев'яна Вознесенська церква на місці сучасної була зведена ще в 1700 році за грамотою Київського митрополита Варлаама Ясинського, і вважалась розміщеною під Ромнами, адже розташовувалась на той час поза межами міських укріплень. Згодом (1753, освячена 1763) біля церкви була збудована дерев'яна «тепла» церква св. Варвари (яка пізніше стане храмовою дзвіницею).
10 травня 1795 року було закладено муровану Вознесенську церкву. Головні будівельні роботи були завершені в 1797 році, але по тому центральна баня храму зненацька зруйнувалась, і за її відбудову взявся той же самий будівничий, який звів храм уперше (його ім'я лишається невідомим). Освятили Вознесенську церкву 21 липня 1801 року.
У 1804 році коштом місцевого купця Василя Троянського теплу Варваринську церкву перебудували.
Дерев'яний іконостас у цю церкву зробив сосницький міщанин Іван Бабицький. Головний престол храму був освячений в ім'я Вознесіння Господнього.
На хорах Вознесенської церкви від 1814 року розміщувався вівтар в ім'я св. Великомучиниці Варвари, а церкву св. Варвари переосвятили на Трьохсвятительську. Над нею була зведена невелика одноярусна дзвіниця.
У 1879 році до західного притвору церкви прибудували сторожку, а в 1895 році над дзвіницею звели високий восьмигранний другий ярус і увінчали його двоярусною банею необарокового характеру з люкарнами.
У притворі церкви в 1896 році відкрили церковно-парафіяльну школу.
Значних перебудов храм зазнав у 1898 році — були розтесані вікна, зменшені хори, зроблений новий іконостас.
У 1905 році церковна садиба була оточена цегляною огорожею з металевими ґратами, була оформлена вишукана брама.
У радянський час закриті й занехаяні храми зазнали часткової руйнації.
На початку 1990-х років обидві культові споруди були повернуті церковній громаді (УПЦ МП).